# 구겸지
구겸지(寇謙之, 365년~448년)는 북조 후위(北朝 後魏)의 도사(道士)이다. 자는 보진(輔眞).
젊어서부터 장로(張魯)의 도술을 배우고, 선인 성공흥(成公興)을 시중들면서 숭산(嵩山)에서 수업하던 중에 태상노군(太上老君)이라고 하는 천신으로부터 천사(天師)의 지위가 수여되었다고 한다. 5세기초에 국도(國都) 평성(平城)에 나와 태무제에게 도서(道書)를 봉건하여 제사(帝師)가 되었다. 천사도장(天師道場)을 건립시키고 사당을 제주(諸州)에 두고 연호를 변경하고 태무제를 태평진군(太平眞君)이라고 불러 도교를 국교화하였다. 그의 도교에는 불교의 영향이 크나, 445년 최호(崔浩)의 진언에 의하여 함께 불교 탄압을 단행하고, 시해선(尸解仙)으로서 세상을 떠났다. 그의 이후 도교 교단은 국가권력과 결부되어 조직적으로 크게 발전한다.

## 참고 문헌
- 이 문서에는 다음커뮤니케이션(현 카카오)에서 GFDL 또는 CC-SA 라이선스로 배포한 글로벌 세계대백과사전의 내용을 기초로 작성된 글이 포함되어 있습니다.